# 데시

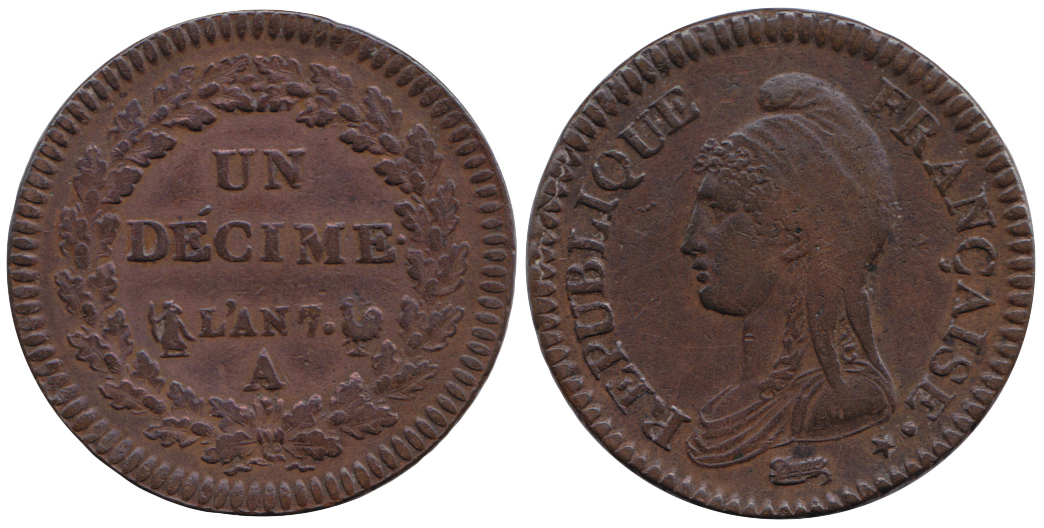
프랑스 제1공화국 당시 1 데시메 동전. 프랑스 프랑의 에 해당한다.

데시(deci, 기호 d)는 미터법에서 10분의 1을 나타내는 SI 접두어이다. 1793년에 제안되어 1795년에 채택되었으며, 이 접두사는 "10분의 1"을 뜻하는 라틴어 decimus에서 유래했다. 1960년부터 이 접두사는 국제단위계(SI)의 일부이다.
이 접두사의 흔한 용법은 음식 조리법에서 흔히 사용되는 데시리터(dl) 단위이다. 많은 유럽 가정에서는 밀가루나 물 등을 측정하는 데시리터 계량기를 가지고 있다. 공학에서 흔히 사용되는 측정 단위는 소리 수준 및 전기 증폭과 같은 전력 및 제곱근 전력 양의 비율을 측정하는 단위인 데시벨이다.
예시
- 콤팩트 디스크의 지름은 약 12 센티미터 또는 1.2 데시미터이다.[4]

| 접두어           | 접두어 | 10의 거듭제곱 | 십진법      | 채택 |
| 이름             | 기호   | 10의 거듭제곱 | 십진법      | 채택 |
| ---------------- | ------ | ------------- | ----------- | ---- |
| 퀘타 (quetta)    | Q      | 1030          | 1000        | 2022 |
| 론나 (ronna)     | R      | 1027          | 1000        | 2022 |
| 요타 (yotta)     | Y      | 1024          | 1000        | 1991 |
| 제타 (zetta)     | Z      | 1021          | 1000        | 1991 |
| 엑사 (exa)       | E      | 1018          | 1000        | 1975 |
| 페타 (peta)      | P      | 1015          | 1000        | 1975 |
| 테라 (tera)      | T      | 1012          | 1000        | 1960 |
| 기가 (giga)      | G      | 109           | 1000        | 1960 |
| 메가 (mega)      | M      | 106           | 1000        | 1873 |
| 킬로 (kilo)      | k      | 103           | 1000        | 1795 |
| 헥토 (hecto)     | h      | 102           | 100         | 1795 |
| 데카 (deca)      | da     | 101           | 10          | 1795 |
| —                | —      | 100           | 1           | —    |
| 데시 (deci)      | d      | 10−1          | 0.1         | 1795 |
| 센티 (centi)     | c      | 10−2          | 0.01        | 1795 |
| 밀리 (milli)     | m      | 10−3          | 0.001       | 1795 |
| 마이크로 (micro) | μ      | 10−6          | 0.000001    | 1873 |
| 나노 (nano)      | n      | 10−9          | 0.000000001 | 1960 |
| 피코 (pico)      | p      | 10−12         | 0.000000001 | 1960 |
| 펨토 (femto)     | f      | 10−15         | 0.000000001 | 1964 |
| 아토 (atto)      | a      | 10−18         | 0.000000001 | 1964 |
| 젭토 (zepto)     | z      | 10−21         | 0.000000001 | 1991 |
| 욕토 (yocto)     | y      | 10−24         | 0.000000001 | 1991 |
| 론토 (ronto)     | r      | 10−27         | 0.000000001 | 2022 |
| 퀙토 (quecto)    | q      | 10−30         | 0.000000001 | 2022 |
| 참고 1.          |        |               |             |      |